# Tachyusa ornatella
Tachyusa ornatella är en skalbaggsart som beskrevs av Thomas Casey 1906. Tachyusa ornatella ingår i släktet Tachyusa och familjen kortvingar. Inga underarter finns listade i Catalogue of Life.